# Откраднат живот (теленовела)
Откраднат живот (на испански: Vida robada) е мексиканска теленовела, режисирана от Луис Велес и продуцирана от Карлос Сотомайор за Телевиса през 1991 г. Адаптация е на мексиканската теленовела Пристигнала е натрапница от 1974 г., създадена от Мариса Гаридо.
В главните роли са Ерика Буенфил и Серхио Гойри, а в отрицателните - Синтия Клитбо и Роса Мария Бианчи. Специално участие вземат Фернандо Лухан, Соня Фурио и Хуан Карлос Коломбо.

## Сюжет
Габриела е добра и щедра млада жена, която учи в университет, без да знае кой плаща за обучението ѝ, тъй като няма семейство. След поредица от обстоятелства, тя решава да замести своята колежка Летисия, богато и порочно момиче, което бяга от дома си и не се завръща.
Габриела се премества в „Ла Енсина“, имението, в което живее Летисия, и открива, че е била ужасна дъщеря и семейството ѝ я презира. Габриела успява да спечели сърцето на дон Рамон, бащата на Летисия. Той е женен за Ирене, по-млада жена, която го доминира и мрази Летисия, защото я смята за съперница за наследството на съпруга си.
От своя страна, Габриела се влюбва в инженера Карлос Медина, който е с благороден и силен характер, служител на дон Рамон. Карлос е привлечен от Габриела, но се опитва да се пребори с чувствата си. Въпреки това Габриела успява да го спечели и двамата се женят. В този момент се появява истинската Летисия, представяща се като Вероника, която се влюбва в Карлос и се опитва да раздели двойката. Скоро след това Карлос преживява ужасна катастрофа.
Около двойката се появяват други герои. Рубен е добър и честен лекар, който става съперник на Карлос за сърцето на Габриела. Неговата сестра Нели се влюбва в Карлос. Отчаяна, тя се забърква с женен мъж и забременява от него.
Росита е братовчедка на Рубен и Нели, израснала с тях, тъй като е сирак. Тя е разкъсвана от любовта на двама мъже - Хорхе и Луис.
Габино, който живее с Карлос, го обича като брат. Той се влюбва в истинската Летисия и се възползва от Карлос.

## Актьори
- Ерика Буенфил - Габриела Дуран Караско / Летисия Авелар
- Серхио Гойри - Карлос Медина Суарес
- Синтия Клитбо - Летисия Авелар Гусман / Вероника
- Фернандо Лухан - Дон Рамон Авелар Монтеро
- Роса Мария Бианчи - Ирене Солер де Авилар
- Соня Фурио - Карлота Карвахал
- Фернандо Саенс - Габино
- Кета Караско - Хувентина
- Ромина Кастро - Анаиса
- Хуан Карлос Коломбо - Ернесто Ласкурайн
- Хоакин Гаридо - Куко
- Грасиела Бернардос
- Константино Костас - Тони Енсен
- Хосе Антонио Ферал - Панчо
- Раул Маганя - Луис
- Силвия Марискал - Даниела
- Гай де Сейнт Сир - Гилермо Алварадо
- Жаклин Мунгия - Росита
- Аида Наредо - Корина
- Хуан Фелипе Пресиадо - Анселмо Медина
- Марта Ресников - Лупе
- Луис Ривера - Рубен Карвахал
- Серхио Санчес - Фелипе
- Ядира Сантана - Нели Карвахал
- Хорхе Урсуа - Хорхе
- Луси Теме - Клаудия
- Дасия Аркарас - Леонор
- Бренда Оливер
- Фабиола Кампоманес
- Динора Кавасос
- Ева Диас
- Бенхамин Ислас - Инспектор
- Исраел Хайтович
- Луис Анхел Нерей
- Хосе Антонио Санчес
- Фернандо Ривера
- Естела Руис

## Премиера
Премиерата на Откраднат живот е на 30 септември 1991 г. по El Canal de las Estrellas. Последният 80. епизод е излъчен на 17 януари 1992 г.

## Награди и номинации
Награди TVyNovelas (1992)
| Категория                            | Номиниран(а)  | Резултат |
| ------------------------------------ | ------------- | -------- |
| Най-добра актриса в отрицателна роля | Синтия Клитбо | Печели   |

## Адаптации
- Откраднат живот е адаптация на теленовелата Пристигнала е натрапница, продуцирана от Валентин Пимстейн за Телевиса през 1974 г., с участието на Жаклин Андере и Хоакин Кордеро.
- Vida Roubada е бразилска теленовела, продуцирана от SBT през 1983 г., с участието на Сузи Камачо и Фаусто Роча.
- Моята тайна, мексиканска теленовела от 2022 г., продуцирана от Карлос Морено за ТелевисаУнивисион, с участието на Макарена Гарсия, Исидора Вивес, Диего Клейн и Андрес Байда.